# Nawabshah
Nawabshah (in urdu نوابشاہ) è una città del Pakistan, situata nella provincia del Sindh.